# سکام‌وی‌ام
سکام‌وی‌ام (به انگلیسی: ScummVM) مجموعه‌ای از موتورهای بازی بازآفرینی‌شده است که در ابتدا برای بازی کردن بازی‌های ماجراجویی لوکاس‌آرتز طراحی شد که از سیستم SCUMM استفاده می‌کردند (VM در نام مخفف virtual machine به معنای ماشین مجازی است). این برنامه هم‌اکنون از تعدادی بازی غیر SCUMM از شرکت‌هایی نظیر روولوشن سافتور و ادونچر سافت پشتیبانی می‌کند. نویسنده اولیه این برنامه لودویک استریژوس بود. این برنامه که تحت پروانه جی‌پی‌ال عرضه می‌شود، یک نرم‌افزار آزاد است.